# Jirès Kembo Ekoko
Jirès Kembo Ekoko (ur. 8 stycznia 1988 w Kinszasie) – francuski piłkarz, który występował na pozycji napastnika.
Jest adoptowanym bratem Kyliana Mbappe.

## Kariera klubowa
Imię "Jirès" otrzymał na cześć słynnego francuskiego pomocnika, mistrza Europy z 1984, Alaina Giresse'a. Wyszkolony został w ośrodku INF Clairefontaine oraz, od 2004, w La Piverdière, szkółce Stade Rennais FC. W sezon 2011/2012 grał 32 meczach i zdobył 10 goli
31 sierpnia 2012 roku Ekoko podpisał kontrakt z Al-Ain FC. Grał też w El Jaish SC i Al-Nasr, a w 2017 trafił do Bursasporu.
| Sezon   | Klub             | Kraj                         | Rozgrywki  | Mecze | Bramki | Rozgrywki Międzynar.    | Mecze | Bramki |
| ------- | ---------------- | ---------------------------- | ---------- | ----- | ------ | ----------------------- | ----- | ------ |
| 2006/07 | Stade Rennais FC | Francja                      | Ligue 1    | 3     | 0      | -                       | -     | -      |
| 2007/08 | Stade Rennais FC | Francja                      | Ligue 1    | 7     | 0      | Liga Europy UEFA        | 3     | 0      |
| 2008/09 | Stade Rennais FC | Francja                      | Ligue 1    | 20    | 2      | Liga Europy UEFA        | 2     | 0      |
| 2009/10 | Stade Rennais FC | Francja                      | Ligue 2    | 24    | 1      | -                       | -     | -      |
| 2010/11 | Stade Rennais FC | Francja                      | Ligue 1    | 23    | 3      | -                       | -     | -      |
| 2011/12 | Stade Rennais FC | Francja                      | Ligue 2    | 32    | 10     | Liga Europy UEFA        | 5     | 1      |
| 2012/13 | Stade Rennais FC | Francja                      | Ligue 1    | 1     | 0      | -                       | -     | -      |
| 2012/13 | Al-Ain FC        | Zjednoczone Emiraty Arabskie | UAE League | 23    | 8      | Azjatycka Liga Mistrzów | 6     | 1      |
| 2013/14 | El Jaish SC      | Zjednoczone Emiraty Arabskie | Q-League   | 22    | 6      | Azjatycka Liga Mistrzów | 7     | 0      |
| 2014/15 | Al-Ain FC        | Zjednoczone Emiraty Arabskie | UAE League | 21    | 11     | Azjatycka Liga Mistrzów | 11    | 3      |
| 2015/16 | Al-Nasr          | Zjednoczone Emiraty Arabskie | UAE League | 22    | 9      | Azjatycka Liga Mistrzów | 9     | 1      |
| 2016/17 | Al-Nasr          | Zjednoczone Emiraty Arabskie | UAE League | 24    | 2      | -                       | -     | -      |
| 2017/18 | Bursaspor        | Turcja                       | Süper Lig  | 22    | 9      | Liga Europy UEFA        | 0     | 0      |
| 2018/19 | Bursaspor        | Turcja                       | Süper Lig  | 2     | 0      | -                       | -     | -      |

Stan na: 18 grudnia 2023r.

## Kariera reprezentacja
W sezon 2008-2009 roku Sako grał w reprezentacji Francji U-21.

## Życie prywatne
W wieku 6 lat przeprowadził się z Kinshasy do miejscowości Bondy w gminie Île-de-France, przez co w przyszłości reprezentował reprezentację Francji w piłce nożnej.
Jest adopotowanym bratem Kyliana Mbappe oraz Ethan Mbappe.
Jego ojciec, Jean, był również piłkarzem.

## Sukcesy
- Mistrzostwa Francji U-18
  - Zwycięzca: (2007)